# Felipe Massa
Felipe Massa (sinh ngày 25 tháng 4 năm 1981) là một tay đua Công thức 1 người Brasil. Anh đã giành ngôi vị thứ hai tại Giải Vô địch Thế giới Công thức 1 2008, với kết quả sát nút ngôi vô địch, và hiện đang có hợp đồng đua cho đội Scuderia Ferrari cho tới cuối mùa giải 2010. Trong mùa giải năm 2009, Luca Badoer đã thay thế Massa tại các vòng đua 11 và 12, tiếp đó là Giancarlo Fisichella cho các vòng đua từ 13 tới 17, sau khi Massa bị chấn thương đầu tại Bản mẫu:F1 GP.

## Những năm đầu tiên
Ra đời tại São Paulo, Massa là một người Brasil có cha là dân nhập cư từ Cerignola, Italia.
Massa bắt đầu đua karting khi mới 8 tuổi, về thứ tư trong mùa giải đầu tiên tham dự. Anh tiếp tục tham gia các cuộc đua giành chức vô địch trong 7 năm, và vào năm 1998 chuyển tới Formula Chevrolet, kết thúc cuộc đua vô địch Brasil với vị trí thứ năm. Trong mùa giải tiếp sau, anh thắng 3 trong tổng số 10 cuộc đua và giành chức vô địch. Năm 2000, anh chuyển sang châu Âu và thi đấu trong loạt đua Formula Renault Italia, giành cả chức vô địch Italia và European Formula Renault năm ấy. Anh đã có thể chuyển sang thi đấu tại Formula Three, nhưng thay vào đó lại chọn Formula 3000 Euro-Series, nơi ganh giành thắng lợi 6 trong 8 cuộc đua và cả chức vô địch. Sau đó anh được đề nghị thử đua Công thức 1 với đội Sauber, và đội này đã ký hợp đồng với Massa năm 2002. Anh cũng đã lái cho Alfa Romeo trong European Touring Car Championship như một tay lái khách mời.

## Sự nghiệp Công thức 1
Bản mẫu:Very long section

### Sauber (2002, 2004–2005)

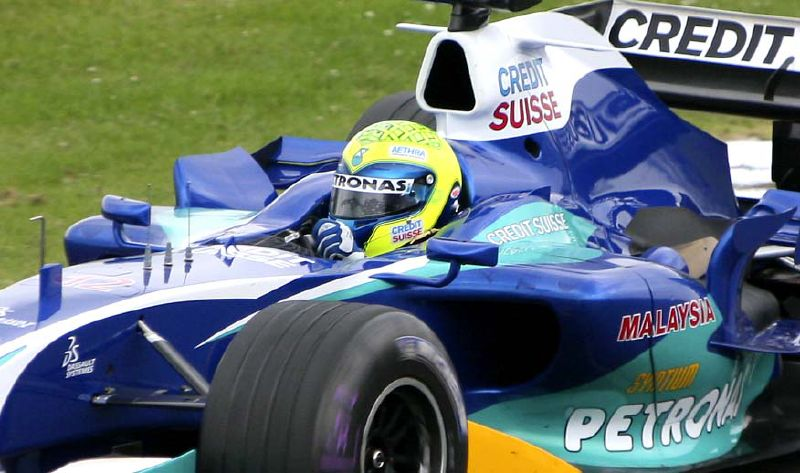
Massa lái cho Sauber tại 2005 British Grand Prix

Trong năm đầu tiên sự nghiệp đua Công thức 1, Massa thi đấu cùng nhà vô địch Formula 3000 Quốc tế năm 1999 Nick Heidfeld. Anh đã chứng minh mình là một tay lái có tiềm năng, nhưng đã phạm nhiều lỗi, gồm cả việc bị quay tròn nhiều lần trên đường đua. Tuy nhiên, Massa đã ghi được 4 điểm trong mùa giải đầu tiên, vị trí tốt nhất của anh là đứng thứ 5 tại Bản mẫu:F1 GP ở Circuit de Catalunya. Anh bị treo quyền thi đấu một vòng đua ở cuối mùa giải, lỡ cơ hội tham gia Bản mẫu:F1 GP. Heinz-Harald Frentzen, cựu tay đua của Sauber lái thay cho Massa. Massa quay trở lại tại Bản mẫu:F1 GP, nhưng Sauber xác nhận rằng Frentzen sẽ thi đấu cặp với Heidfeld trong mùa giải năm 2003, khiến Massa mất vị trí. Thay vào đó, anh làm việc một năm với nhà cung cấp động cơ của Sauber, Ferrari, thu được kinh nghiệm khi lái thử cho đội giành chức vô địch.
Sau đó Sauber tái ký hợp đồng với Massa cho mùa giải 2004. Năm 2004, anh ghi được 12 trong số 34 điểm của Sauber, kết quả tốt nhất của anh là vị trí thứ tư tại Bản mẫu:F1 GP. Giancarlo Fisichella ghi 22 điểm còn lại cho đội. Massa tiếp tục ở lại Sauber trong mùa giải năm 2005. Dù chỉ ghi được 11 điểm, anh vẫn vượt qua người đồng đội Jacques Villeneuve trong hầu hết mùa giải và đứng trước Villeneuve trên bảng xếp hạng tay đua. Mùa giải năm 2006, Massa tái gia nhập Ferrari, thi đấu cùng Michael Schumacher.

### Ferrari (2006–Hiện tại)

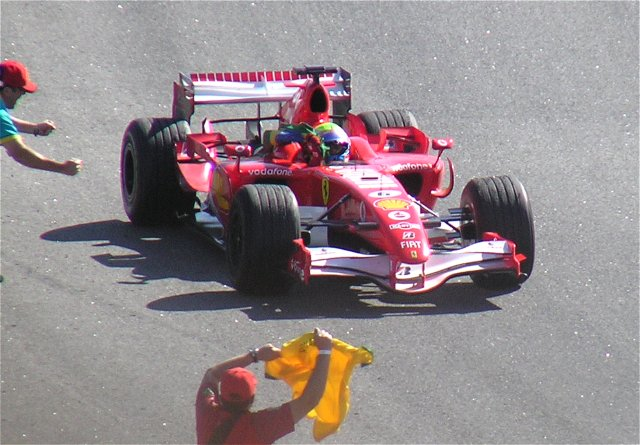
Massa ăn mừng chiến thắng tại Brazilian Grand Prix] 2006

#### 2006
Massa khởi đầu tốt tại Ferrari, giành vị trí xuất phát thứ hai trong cuộc đua mở màn tại Bahrain, và từ vị trí 21 lên vị trí thứ 5 tại Malaysia, đánh bại đồng đội Michael Schumacher, người xuất phát từ vị trí 14. Tuy nhiên, tại Bahrain, trong cả cuộc đua thử ngày thứ 7 và cuộc đua chính, Massa lại có khuynh hướng bị quay xe, thua sát nút Fernando Alonso, người sau đó giành thắng lợi. Tại Australian GP anh đâm xe khi đua phân hạng, sau đó va chạm với Christian Klien và Nico Rosberg tại góc cua đầu tiên của cuộc đua. Tuy nhiên, Massa đã giành được podium đầu tiên trong sự nghiệp tại, Nürburgring, về thứ ba sau Michael Schumacher và Fernando Alonso. Anh cũng giành vòng nhanh nhất tại Barcelona năm 2006. Massa có bốn lần về đích ở vị trí podium nữa năm 2006, và lần đầu giànhpole và thắng lợi F1 tại Bản mẫu:F1 gp ở trường đua Istanbul Park. Vị trí tương lai của anh ở Ferrari được bảo đảm khi Michael Schumacher thông báo vào ngày 10 tháng 9 năm 2006 rằng anh sẽ nghỉ thi đấu F1 sau mùa giải năm 2006. Ngày 22 tháng 10, Massa giành thắng lợi cuộc đua tại quê nhà Bản mẫu:F1 gp, biến anh thành tay đua Brasil đầu tiên giành chiến thắng tại Interlagos từ thời Ayrton Senna năm 1993. Massa kết thúc mùa giải với vị trí thứ ba và 80 điểm, sau nhà vô địch thế giới Fernando Alonso và đồng đội trong đội Ferrari Michael Schumacher.

#### 2007

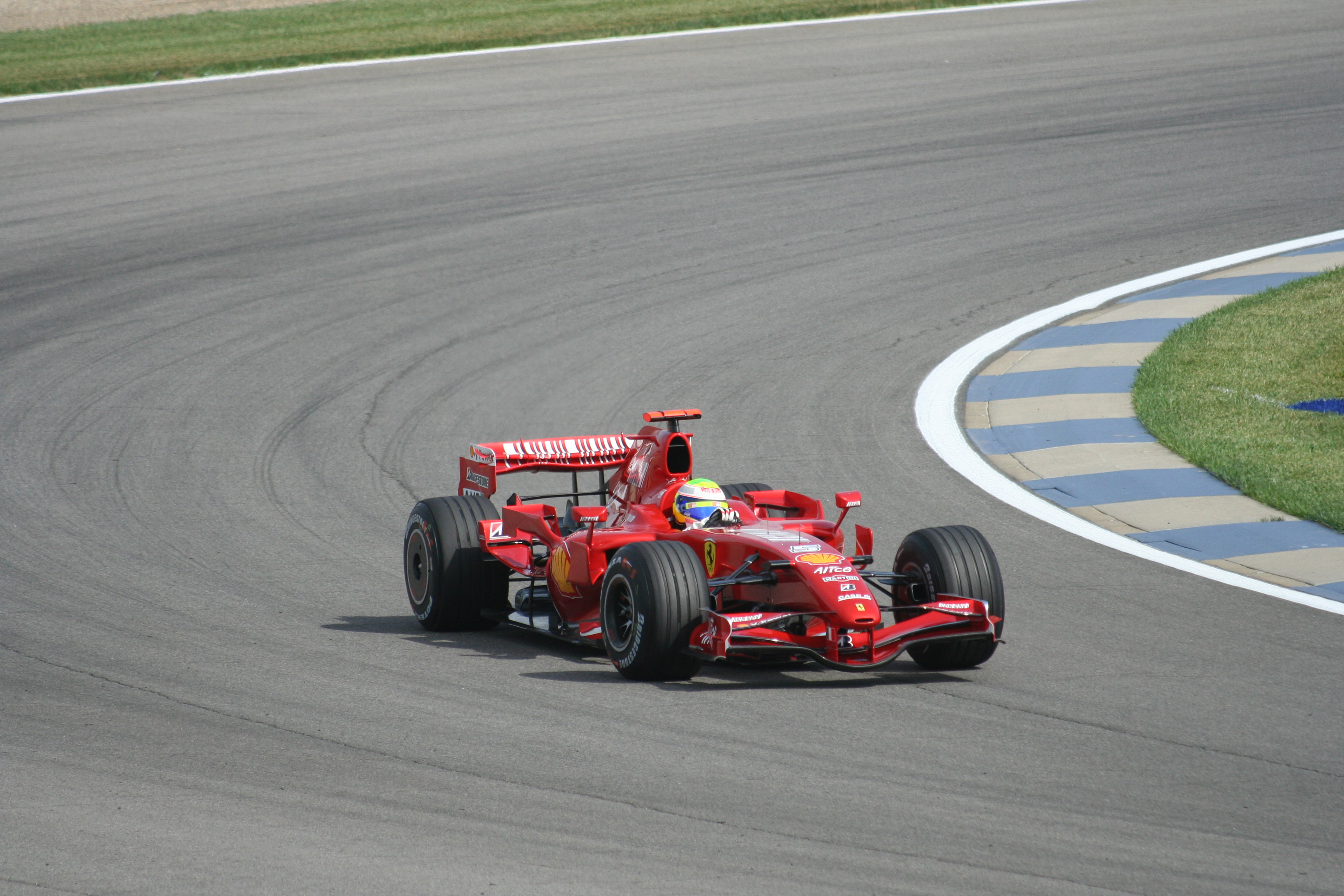
Massa lái cho Ferrari tại 2007 United States Grand Prix

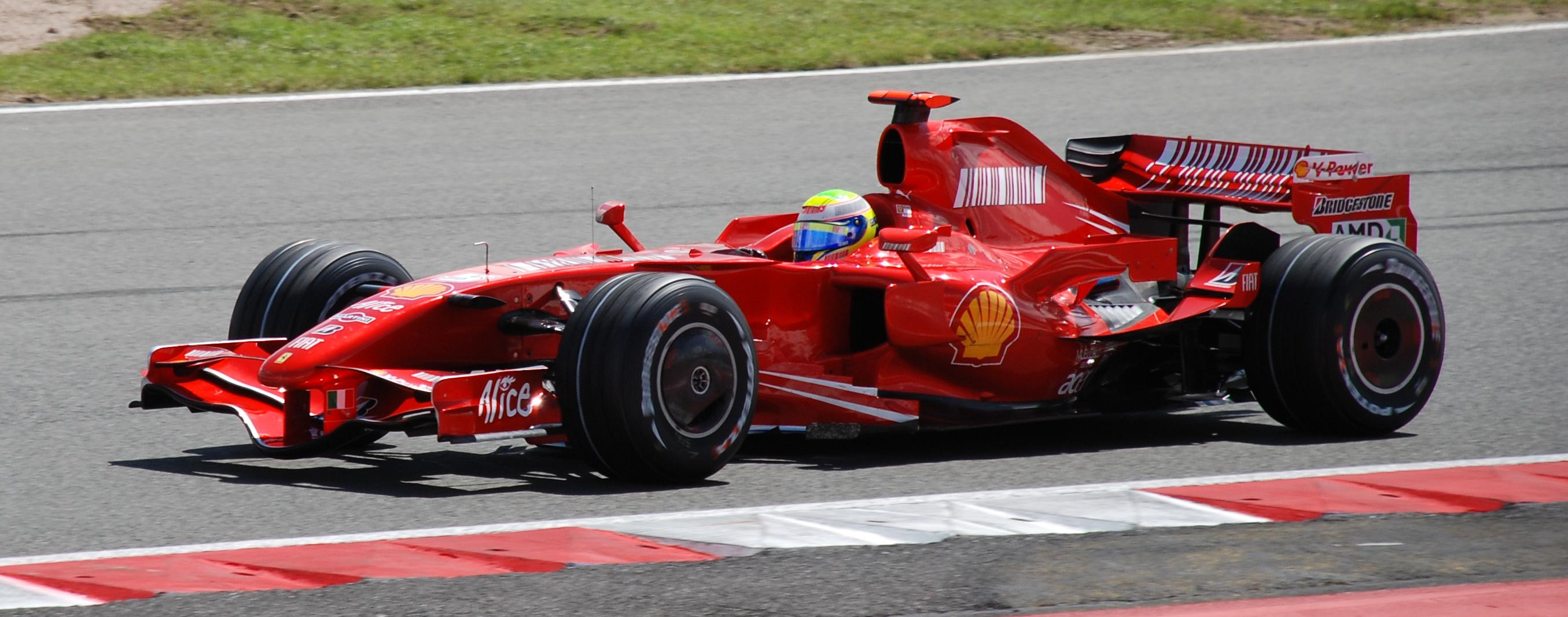
Massa lái cho Ferrari taok 2007 British Grand Prix

Trong cuộc đua thử trước mùa giải năm 2007 Massa đã năm lần đứng đầu bảng xếp hạng thời gian và đạt fastest lap cho bốn vòng đua. Tuy nhiên, mùa giải năm 2007 của anh khởi đầu không tốt. Tại cuộc đua mở màn mùa giải ở Bản mẫu:F1 gp, anh gặp vấn đề về hộp số khi đua phân hạng và phải thay động cơ. Massa xuất phát từ vị trí thứ 22 vì lỗi này và bị phạt 10-grid-slot vì thay động cơ. Anh sử dụng chiến thuật một pitstop trong cuộc đua và về đích ở vị trí thứ 6. Các vấn đề vẫn tiếp tục xảy ra với Massa tại Malaysia, nơi dù anh giành pole, hai tay đua của McLarens là Fernando Alonso và Lewis Hamilton đã vượt qua anh ngay ở khúc cua đầu tiên. Massa đã trượt ra khỏi đường đua khi cố vượt Hamilton, và bị tụt thêm hai vị trí nữa, rơi xuống hạng năm và cũng về đích ở vị trí này. Tuy nhiên, mùa giải của anh bất ngờ cải thiện, khi anh giành chiến thắng tại Bahrain và Tây Ban Nha, cả hai đều từ vị trí pole, và về thứ ba tại Monaco. Ban lãnh đạo cuộc đua Bản mẫu:F1 gp đã loại Massa vì rời đường pit khi đèn đỏ đang bật. Sau lần bị loại này, anh giành thắng lợi một chặng đua nữa tại Bản mẫu:F1 gp, và thêm sáu lần nữa nằm trong số ba người về đích đầu tiên, gồm cả một lần về nhì tại grand prix ở quê hương Brasil. Massa đã dẫn đầu ở hầu hết các vòng đua tại Brasilian Grand Prix, cho tới khi nhường ngôi đầu lại cho đồng đội Kimi Räikkönen, nhờ thế Räikkönen đã đoạt chức vô địch mùa giải. Massa kết thúc mùa thi đấu năm 2007 ở vị trí thứ tư với 94 điểm.
Tháng 10 năm 2007, Massa kéo dài hợp đồng với Ferrari tới cuối năm 2010.

#### 2008
Massa tiếp tục có một sự khởi đầu tồi tệ ở năm thứ ba thi đấu cho Ferrari. Đáng ngạc nhiên, đội đua looked off the pace khi Massa chỉ giành vị trí thứ tư và cuộc đua của anh còn tồi hơn, bị xoay vòng ở góc đầu tiên của vòng đầu tiên, ở vòng 26 anh va chạm với David Coulthard và cuối cùng phải bỏ cuộc vì lỗi động cơ.
Mọi việc trở nên sáng sủa hơn tại Malaysia khi anh giành pole, hơn nửa giây so với Räikkönen ở vị trí thứ hai, nhưng kết cục không diễn ra tốt đẹp. Massa dẫn đầu ở 16 vòng đầu tiên nhưng đã bị Räikkönen vượt qua ở pitstop. Anh vẫn có cơ hội chiến thắng và tiếp tục đuổi theo Räikkönen cho tới khi lại bị xoay xe ở vòng 31 khi vẫn đang ở vị trí thứ hai và phải bỏ cuộc.
Sau hai cuộc đua này mọi người bắt đầu cho rằng Massa đã quay trở lại với những cách mắc lỗi của mình khi anh mới tham gia làng đua F1, và rằng anh không thể điều khiển những chiếc xe đua F1 mà không có sự trợ giúp điều khiển sự văng xe (vốn đã bị loại bỏ từ đầu mùa giải năm 2008), nhưng cuộc đua tiếp theo đã khiến những suy nghĩ này phải ngừng lại.
Massa bước vào vòng đua Bản mẫu:F1 gp (nơi anh giành thắng lợi năm 2007) mà không có điểm nào. Anh có thành tích tốt nhất ở những cuộc đua thử, nhưng Robert Kubica qua mặt anh và giành pole. Khới đầu cuộc đua, Massa vượt qua Kubica thậm chí trước góc cua đầu tiên. Räikkönen nhanh chóng vượt lên ở vị trí thứ hai nhưng anh không thể lặp lại thành công ở Malaysia. Massa chạy nhanh hơn và dễ dàng có khoảng cách 3 giây vượt hơn và giành chiến thắng.
Tại Tây Ban Nha, Massa xuất phát ở vị trí thứ ba sau Räikkönen và Fernando Alonso. Anh đã vượt qua Alonso ở đầu cuộc đua và lên vị trí thứ hai sau Räikkönen. Anh tiếp tục ở sau người đồng đội trong suốt cuộc đua và không thể vượt hay có lợi thế ở những lần pitstop. Anh kết thúc cuộc đua ở vị trí thứ hai.
Massa giành pole ở vòng đua tiếp theo tại Thổ Nhĩ Kỳ. Anh dẫn đầu từ đầu, tiếp tục duy trì vị trí này sau những lần vào pit, nhưng bị Lewis Hamilton của đội đua McLaren với chiến thuật ba pitstop vượt qua ở lần vào pit thứ hai. Hamilton vượt lên nhưng anh không thể tạo đủ lợi thế để duy trì vị trí sau lần vào pit thứ ba. Massa khi ấy đã có lợi thế 7 giây và lần thứ hai giành chiến thắng trong mùa giải, và là chiến thắng thứ ba liên tiếp trên đường đua này.
Tại Monaco Massa giành pole, với sự ngạc nhiên của anh (trước cuộc đua anh đã nói mình không thích đường đua này) và tạo được 15 giây lợi thế trước Räikkönen trong cơn mưa, trước khi lợi thế đó bị mất bởi sự xuất hiện của xe an toàn. Räikkönen nhanh chóng mất lợi thế bám đuổi khi bị phạt một lần drive-through penalty. Sau khi xe an toàn rời đi, Massa một lần nữa vượt lên trước Robert Kubica, nhưng anh chạy vào một con đường thoát và mất vị trí dẫn đầu. Massa đã vượt qua được Kubica sau các pitstop nhưng chiến thuật một pitstop khi ấy của Lewis Hamilton đội McLaren đã mang lại tác dụng và Hamilton vượt qua cả hai người. Trong những lần vào pit, Massa đã đổ đủ nhiên liệu cho cả cuộc đua và vẫn tiếp tục ganh đua với Kubica. Đường đua khô đi và Massa lại phải vào pit để thay lốp trong khi Kubica thực hiện lần nạp nhiên liệu thứ hai cùng lúc ấy và vượt qua anh. Vì thế Massa chỉ về thứ ba sau Hamilton và Kubica.

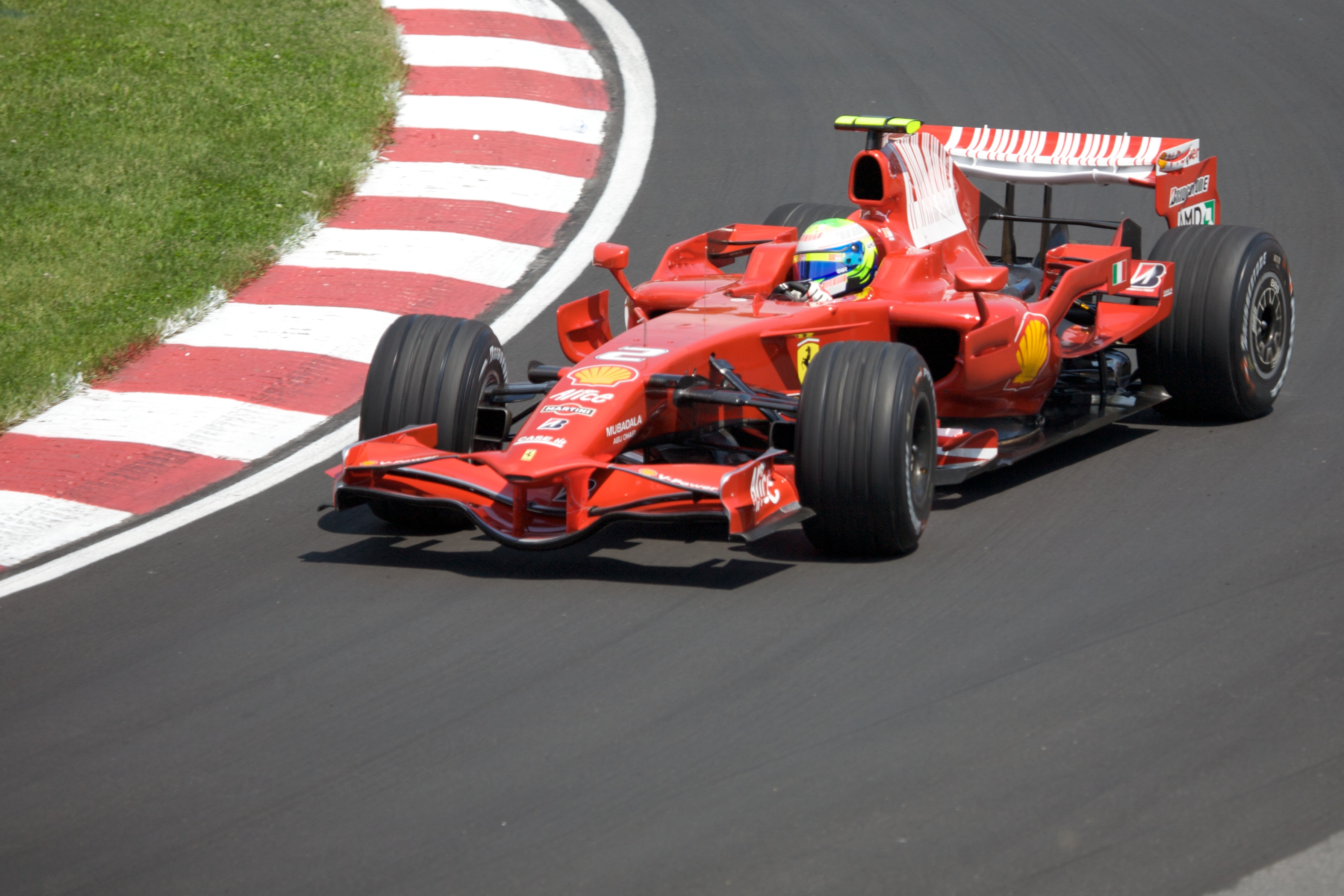
Massa lái cho Ferrari tại 2008 Canadian Grand Prix

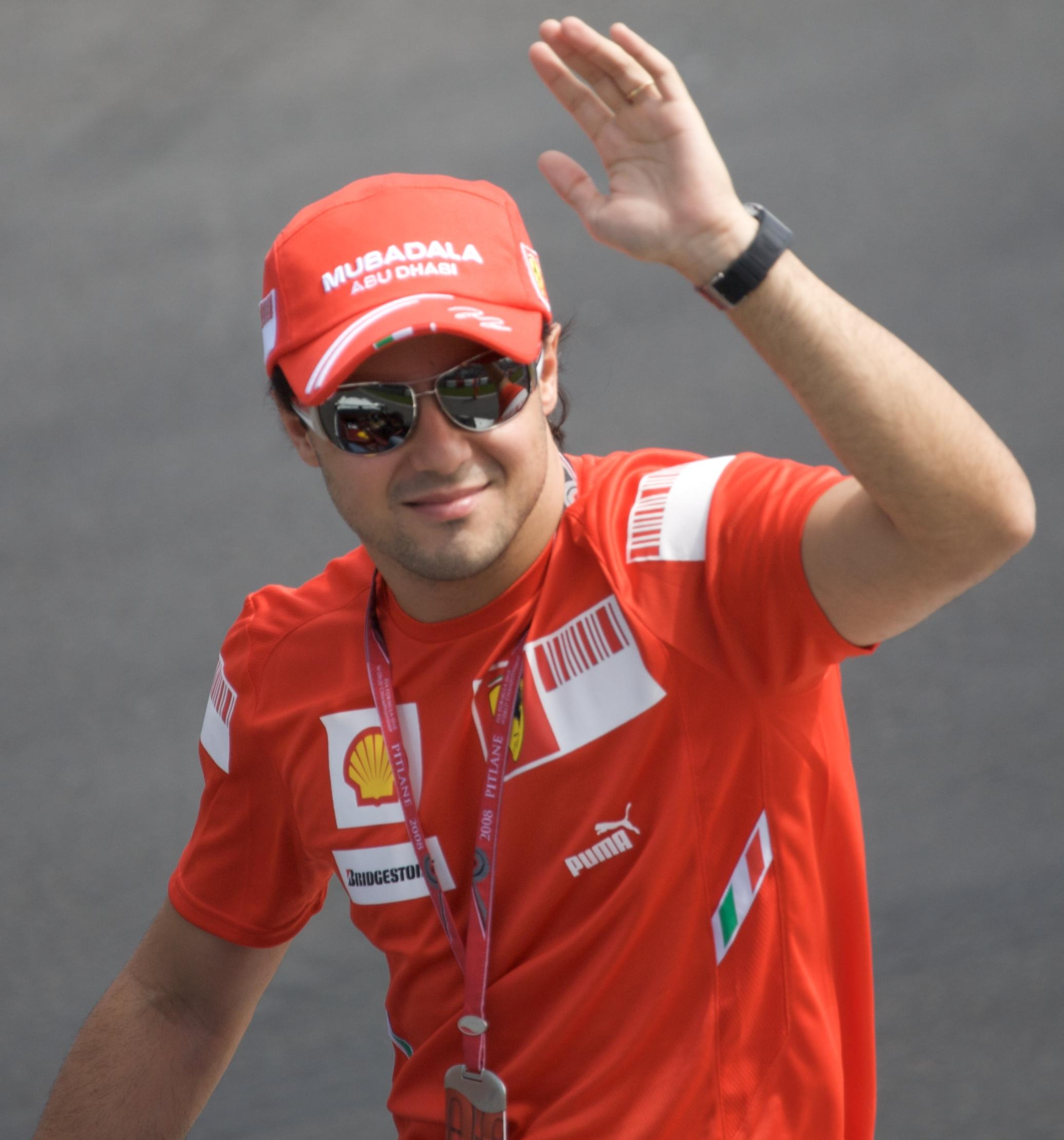
Massa tại 2008 Canadian Grand Prix

Tại Bản mẫu:F1 gp, Massa chỉ xuất phát ở vị trí thứ 6. Trong cuộc đua xe an toàn phải xuất hiện vì một va chạm liên quan tới Adrian Sutil. Tất cả các tay lái đều vào pit, nhưng Massa phải vào pit hai lần vì một chậm trễ với vòi tiếp nhiên liệu của anh, khiến anh rơi xuống vị trí thứ 17. Sau đó Massa tiếp tục trở lại, leo lên vị trí thứ 5 ở cuối cuộc đua. Hai đối thủ cạnh tranh danh hiệu với Massa đều không thể hoàn thành chặng đua khi Hamilton va chạm với chiếc xe đang đỗ của Räikkönen tại đường pit, cho phép Massa nhảy lên bằng điểm với Hamilton và vượt trước cả Räikkönen trong bảng xếp hạng tay đua.
Tại Bản mẫu:F1 gp, Massa giành vị trí xuất phát thứ 2 sau Räikkönen. Massa ở sau đồng đội khoảng 3 tới 4 giây trong nửa đầu cuộc đua. Tuy nhiên, Räikkönen đã gặp một vấn đề về hệ thống thải khí, cho phép Massa vượt qua và giành chiến thắng. Chiến thắng này khiến Massa đứng đầu bảng xếp hạng tay đua, hơn 2 điểm so với Robert Kubica, 5 điểm so với Räikkönen và 10 điểm trước Hamilton. Massa là người Brasil đầu tiên dẫn đầu cuộc đua vô địch của các tay đua sau Ayrton Senna trong mùa giải Công thức 1 năm 1993.
Tại Bản mẫu:F1 gp, Massa có thời gian tốt nhất ở cuộc đua thử nhưng nhanh chóng bị đâm xe. Mọi việc không tiến triển tốt hơn trong cuộc đua phân hạng cuối tuần đó, anh có thành tích tồi nhất và chỉ được xuất phát ở vị trí thứ 9. Trong cuộc đua ướt át, trong khi Hamilton vượt trội và Räikkönen về đích ở vị trí thứ 4, mọi điều một lần nữa trở nên tồi tệ với anh khi anh bị trượt xe năm lần và về đích ở vị trí 13, sau hơn một vòng so với các đối thủ. Và như vậy, ở nửa cuối mùa giải, Hamilton, Massa và Räikkönen đều có 48 điểm, và Robert Kubica chỉ hơn 2 so với họ.
Vòng đua thứ mười của mùa giải diễn ra tại Đức. Massa giành vị trí xuất phát thứ hai sau Hamilton. Anh ở vị trí thứ hai và được cho là sẽ hoàn thành vòng đua ở vị trí đó cho tới khi một vụ đâm xe liên quan tới Timo Glock buộc xe an toàn xuất hiện. Vì thông tin sai lầm, Hamilton tiếp tục ở ngoài trong khi những tay đua khác, với Massa dẫn đầu vào pit. Tuy nhiên, khi tất cả đã xong lần vào pit, Massa ở sau Nelson Piquet, Jr. người đã vào pit khi anh đang sử dụng chiến thuật một pitstop. Sau đó, khi Hamilton đã được bổ sung đầy đủ nhiên liệu trở lại cuộc đua ở 10 vòng cuối cùng, Massa không thể duy trì lợi thế và cuối cùng về đích thứ ba. Sau cuộc đua, Massa kém Hamilton điểm nhưng dẫn trước Räikkönen 3 điểm.
Tại Bản mẫu:F1 gp, hai tay đua McLarens thống trị và giành hai vị trí xuất phát đầu tiên, và vị trí tốt nhất mà Massa có được chỉ là thứ 3. Tuy nhiên, ngay khi khởi đầu, Massa vượt qua cả Heikki Kovalainen và người giành pole là Hamilton trước góc cua đầu tiên. Từ thời điểm đó anh đã kiểm soát được cuộc đua và có được 5 giây lợi thế trước Hamilton. Khi Hamilton bị nổ lốp, Massa dẫn trước 20 giây và dường như đã có thắng lợi trong tay, nhưng khi chỉ còn 3 vòng nữa là cuộc đua kết thúc anh bị lỗi động cơ và phải nghỉ.
Vòng đua thứ 12 của mùa giải, Bản mẫu:F1 gp tại Valencia, Tây Ban Nha. Massa giành pole một cách khá dễ dàng tại đường đua mới, và dẫn đầu từ đầu. Tuy nhiên, trong một lần vào pit anh hoàn thành sớm và hầu như đã va chạm bánh với Adrian Sutil người đã bắt đầu vào đường pit. Massa để Sutil đi trước và mất một giây, anh dễ dàng giành lại, gồm cả việc lập fastest lap. Sau cuộc đua, ban điều hành quyết định phạt Massa €10,000 vì vụ việc với Sutil, nhưng anh vẫn giành chiến thắng và khi ấy chỉ còn kém Hamilton 6 điểm và dẫn trước Räikkönen 7 điểm. Cuộc đua này là lần tham dự Grand Prix thứ 100 của Massa, khiến anh tới nay vẫn là tay đua duy nhất giành chiến thắng tại Grand Prix thứ 100 của mình.
Cuộc đua tiếp theo là Bỉ, Massa giành vị trí xuất phát thứ hai sau Hamilton. Anh tụt một bậc khi xuất phát, chạy sau Räikkönen và tiếp tục ở vị trí thứ 3 cho tới vòng 42 trong số 44 vòng 44 khi Hamilton vượt qua Räikkönen lên dẫn đầu, sau một mánh khoé chạy cắt mặt. Hai người tiếp tục ganh đua trong suốt vòng đó, và sự việc khiến Finn bị đâm xe, tạo điều kiện cho Massa lên thứ hai, dù tay đua người Brasil ở sau 9 giây ở vòng đua cuối cùng. Hamilton về đích đầu tiên, nhưng bị ban tổ chức phạt 25 giây vì chạy cắt mặt, và vì thế Massa giành chiến thắng và chỉ còn kém Hamilton 2 điểm.
Tại Italia sân nhà của Ferrari, cuộc đua thử diễn ra trong tình trạng ẩm ướt, và Massa không có thành tích tốt chỉ đứng vị trí thứ 6, nhưng anh có một cơ hội lớn để dẫn đầu bảng xếp hạng tay đua khi Hamilton rơi xuống vị trí 15. Trong cuộc đua, Massa đã leo lên vị trí thứ ba, nhưng rơi trở lại vị trí thứ sáu khi phải vào pit nhiều hơn các tay đua một lần. Anh về đích ở vị trí đó, nhưng vì Hamilton chỉ về thứ 7, khoảng cách khi ấy chỉ còn 1 điểm.
Massa giành pole trong cuộc đua đêm đầu tiên trong lịch sử F1 khai trương đường đua Bản mẫu:F1 gp, vượt qua thành tích tốt nhất của Hamilton sáu phần mười giây. Anh duy trì vị trí dẫn đầu sau 14 vòng, và vượt hơn Hamilton giây. Tuy nhiên, một vụ va chạm của Nelson Piquet, Jr. khiến xe an toàn xuất hiện, khiến các xe chạy sát nhau. Khi ấy là thời gian cho lần vào pit đầu tiên và trong khi dừng lại Massa đã được đèn xanh bật cho chạy, nhưng những người tiếp nhiên liệu vẫn đang đổ xăng vào xe. Massa chạy tiếp với vòi tiếp nhiên liệu vẫn dính trên xe và anh buộc phải dừng lại ở cuối đường pit. Các kỹ thuật viên phải chạy suốt chiều dài đường pit để lấy vòi ra, khi ấy Massa đã ở vị trí cuối cùng. Sau đó anh còn bị phạt một drive-through vì xuất phát không an toàn, và đã ở sau người cuối cùng của cuộc đua 15 giây. Anh không thể bù lại những thiệt hại đó và chỉ về đích ở vị trí 13 và Hamilton, người về thứ ba, khi ấy đã dẫn trước anh 7 điểm.
Tại Bản mẫu:F1 gp Massa cố gắng đề giành vị trí xuất phát thứ 5. Trong khi ấy, Hamilton, đối thủ chính của anh giành pole. Lúc xuất phát có một vụ việc giữa Hamilton và Räikkönen, khiến Hamilton rơi xuống thứ sáu. Massa ở vị trí thứ năm, ngay trước đối thủ. Ở vòng thứ hai, khi Massa đâm vào chiếc xe chạy chậm phía trước của Jarno Trulli, Hamilton tìm cách vượt qua anh. Kết quả là một vụ va chạm, khiến Hamilton quay ngược xe, và Massa rơi xuống vị trí thứ bảy. Anh bị phạt một drive-through vì vụ việc này và rơi xuống vị trí 14. Anh đã nỗ lực rất nhiều, lập fastest lap và quay về vị trí thứ 8 với 1 điểm. Vị trí này sau đó được đôn lên là 7 sau một án phạt 25 giây gây tranh cãi do ban tổ chức đưa ra với Sébastien Bourdais, người bị cho là đã gây ra một vụ va chạm với Massa khi đang rời đường pit.
Tại Bản mẫu:F1 gp tuần sau đó Massa và đồng đội Räikkönen, dù đã thi đấu tuyệt vời ở Fuji, cố gắng duy trì tốc độ trong cả dịp cuối tuần, một tình thế mà Stefano Domenicali (giám đốc đội Ferrari) không thể giải thích. Massa xuất phát ở vị trí thứ ba sau người đồng đội Räikkönen và đối thủ cạnh tranh ngôi vô địch Hamilton. Tiếp tục tình hình như mấy ngày hôm trước, Massa phải cố gắng để duy trì khoảng cách với Hamilton, người đã vượt lên trước và có khoảng cách khá an toàn. Tuy cuối cùng anh đã có được tốc độ tốt hơn sau khi dùng loại lốp trung bình, anh không thể bắt kịp Hamilton. Tuy Räikkönen nhường lại vị trí thứ hai để Massa vẫn còn cơ hội cạnh tranh ngôi vô địch, Hamilton đã mở rộng khoảng cách lên 7 điểm trên bảng xếp hạng tay đua.
Massa vẫn lạc quan nói rằng "Chắc chắn là chúng tôi đang ở vị trí khó khăn nhưng chúng tôi biết nhiều điều có thể xảy ra tại một cuộc đua" và "Khi bạn thi đấu ở quê hương bạn luôn thi đấu tốt hơn", bởi trong hai năm trước đó anh đều có thành tích tốt tại Interlagos (về nhất năm 2006 và vị trí thứ hai năm 2007). Tại cuộc đua cuối cùng của mùa giải, Bản mẫu:F1 gp tình hình của Ferrari là: Felipe Massa kém Lewis Hamilton 7 điểm, đồng nghĩa với việc Massa hoặc phải về nhất và nhì để chiến thắng, và Hamilton phải ở ngoài top 5 - tình hình giống như Räikkönen một năm trước đó khi anh giành chức vô địch.
Cuộc đua phân hạng diễn ra tốt đẹp, Massa giành pole, trong khi Räikkönen đứng thứ 3, ngay trước Hamilton. Đã có một cơn mưa rào ngay trước cuộc đua, và vì thế tất cả các tay đua phải khởi đầu bằng loại lốp trung gian. Massa duy trì vị trí dẫn đầu, và sau 10 vòng tất cả các tay đua phải thay lốp cho đường khô khi đường đua khô đi. Dù trật tự có thay đổi, Massa vẫn dẫn đầu. Anh thi đấu tốt trong cả cuộc đua còn lại, lập fastest lap và dẫn trước 13 giây thậm chí khi tất cả các tay đua phải thay lốp trung gian sau một cơn mưa rào tiếp đó. Trong lúc ấy, Hamilton tiếp tục cạnh tranh. Anh ở vị trí thứ tư trong hầu hết cả cuộc đua cho tới trận mưa rào sau, phía sau Massa, Alonso và Räikkönen. Trong trận mưa rào thứ hai, Timo Glock đã quyết định liều khi tiếp tục sử dụng lốp cho đường khô. Anh ta ở vị trí thứ tư và Hamilton thứ năm. Với chỉ ba vòng đua nữa, Massa vẫn dẫn đầu và Hamilton thứ 5. Nếu cuộc đua kết thúc như vậy, Hamilton sẽ giành chức vô địch cả mùa giải. Sau đó Hamilton phạm một sai lầm, bị Sebastian Vettel vượt qua, rơi xuống vị trí thứ 6. Ở vòng đua cuối cùng, nếu trật tự giữ nguyên như vậy, Massa sẽ là nhà vô địch. Massa về đích và nghĩ rằng mình đã giành chức vô địch. Hamilton vẫn ở vị trí thứ sáu khi anh tới hai khúc cua cuối cùng, nhưng sau đó vượt qua Glock người vừa bị Vettel vượt qua và đang cố gắng chạy với những chiếc lốp cho đường khô, và leo lên vị trí thứ 5. Vượt qua vạch đích Hamilton giành chức vô địch cả mùa giải cho các tay đua với cách biệt chỉ một điểm so với Massa. Nếu hai người có cùng số điểm, Massa vì có 6 chiến thắng so với 5 của Hamilton sẽ giành ngôi vô địch.
Sau mùa giải năm 2008 F1.com gọi Massa "không còn là người gần như nữa" và nhấn mạnh rằng anh "Không còn là tay lái số hai ở Ferrari nữa, Massa hiện đã là một đối thủ". Sự trưởng thành của anh cũng được Chủ tịch Ferrari Luca di Montezemolo ca ngợi, nói "Tôi chỉ có thể tưởng tượng ra giây phút đó đau đớn với anh ta thế nào. Tuy nhiên, tôi muốn gửi tới anh những lời ca ngợi đặc biệt nhất của mình, không chỉ bởi những thành tích của anh ở ngoài đường đua trước mặt các fan hâm mộ, chứng tỏ anh ta quả thức xứng đáng với danh hiệu vô địch thế giới, mà cả vì sự trưởng thành của anh trong vai trò một nhân vật thể thao trong cuộc sống đời thường. Anh ta là một nhà vô địch vĩ đại và một người vĩ đại."
Trong cả quá trình mùa giải, Massa đã 6 lần giành pole - tại Malaysia, Thổ Nhĩ Kỳ, Monaco, Châu Âu, Singapore và Brasil. Anh ba lần lập fastest laps - tại Châu Âu, Nhật Bản và Brasil. Anh 6 lần giành thắng lợi - tại Bahrain, Thổ Nhĩ Kỳ, Pháp, Châu Âu, Bỉ và Brasil.

#### 2009

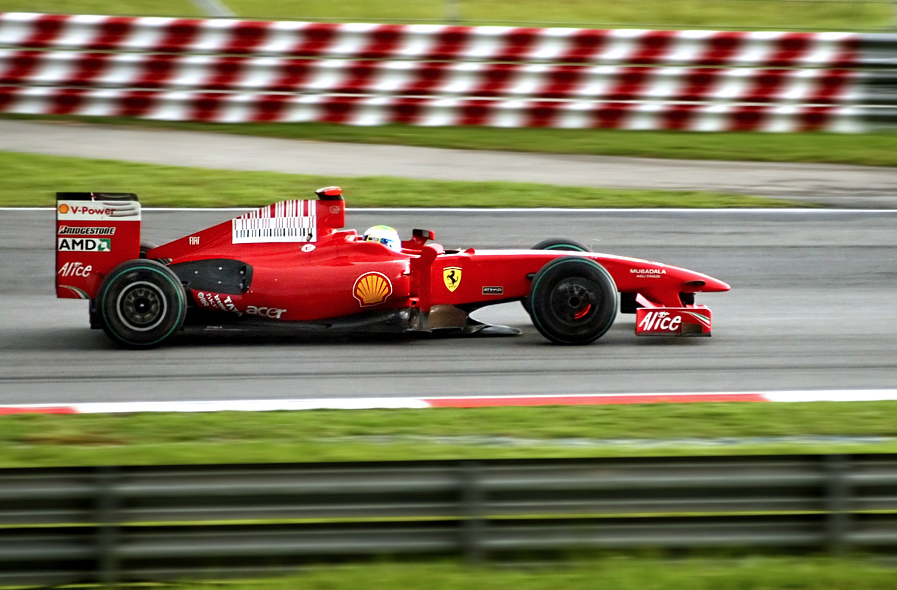
Massa tại 2009 Malaysian Grand Prix.

Felipe Massa thực hiện cuộc đua thử cuối cùng với chiếc xe đua năm 2009 của Ferrari - chiếc F60 tại Mugello ngày 12 tháng 1 năm 2009.
Ferrari xác nhận rằng họ sẽ trang bị cho chiếc F60 hệ thống KERS nhiều ngày trước khi mùa giải khai mạc tại Bản mẫu:F1 GP. Cuộc đua thử ngày thứ sáu không suôn sẻ với Massa khi anh chỉ đứng thứ 7 và thứ 10 về thời gian. Cuộc đua phân hạng ngày thứ bảy cũng không tốt hơn khi anh chỉ giành vị trí thứ 7 (dù đã được đôn lên thứ 6 sau khi Glock của Toyota bị đánh tụt hạng). Trong cuộc đua, khả năng kém cỏi của Ferrari trong việc xử lý những chiếc lốp của họ khiến chiến thuật đua tấn công với những chiếc lốp siêu mềm/trung bình khá hiệu quả trong 6 vòng đua đầu tiên (khi những chiếc Ferrari tiến lên phía trước đoàn đua. Dù Massa cố gắng ở lại trong top 3 trong nửa đầu cuộc đua, độ mòn nhanh của những chiếc lốp siêu mềm buộc anh phải sử dụng chiến thuật 3 pitstop. Trước khi hoàn thành cuộc đua một vấn đề kỹ thuật buộc anh phải bỏ cuộc.

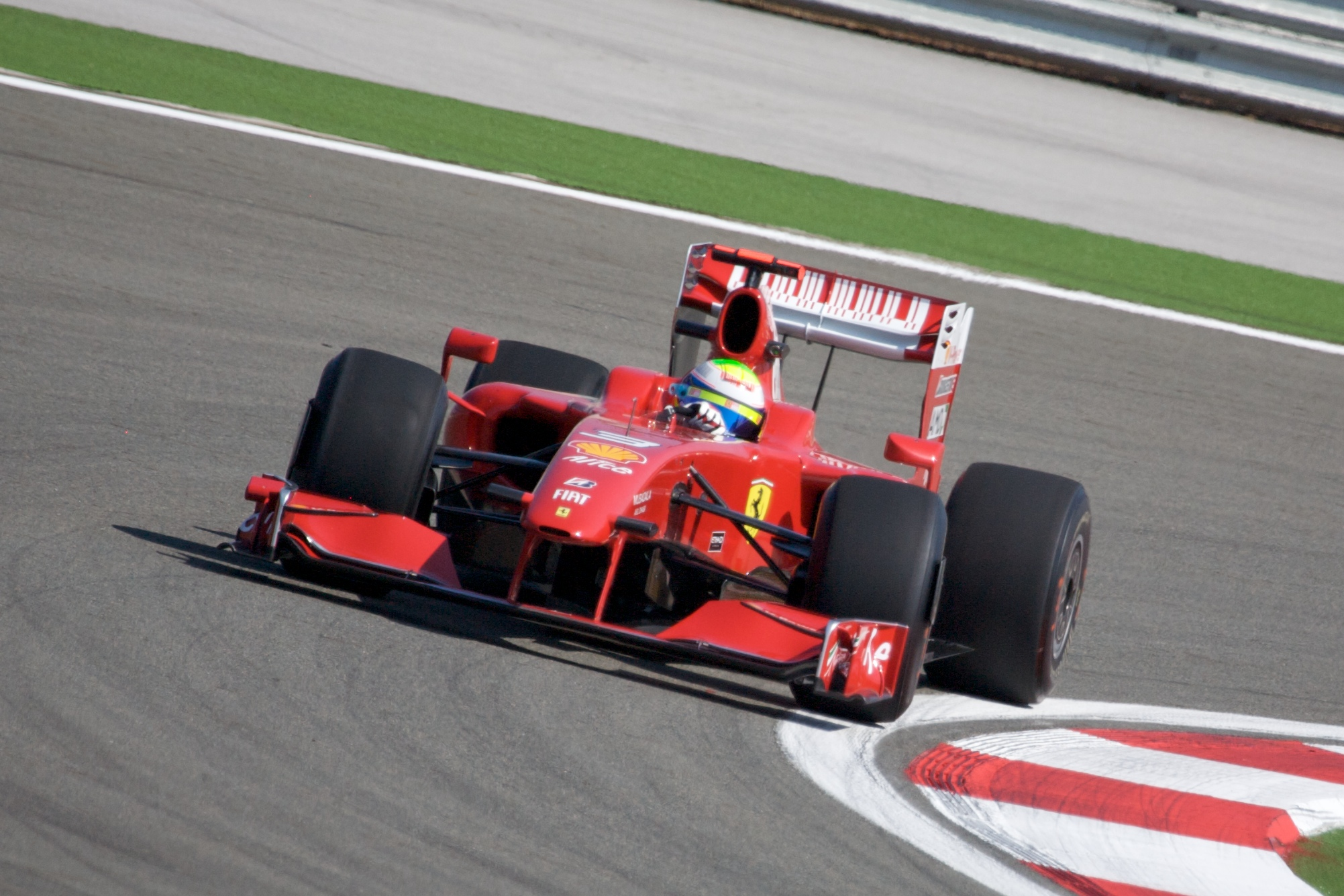
Massa tại 2009 Turkish Grand Prix.

Tại Malaysia, một lỗi phán đoán của Ferrari khiến Massa không thể tham gia vào phần đầu cuộc đua phân hạng. Trong một cuộc phỏng vấn với Globo TV, Massa tiết lộ rằng anh và đội đua tin rằng thời gian ban đầu của anh đủ nhanh để tiến vào Q2, và tránh được việc phải cố giành thêm thời gian để bảo vệ động cơ xe. Tuy nhiên, điều này không đúng, và Massa sau đó chỉ đứng ở vị trí thứ 16. Trong cuộc đua, Massa được xếp hạng về đích thứ 9, ngay sau hạng có điểm, sau khi cuộc đua bị huỷ bỏ ở vòng số 33 bởi một cơn mưa lớn, ánh sáng kém, và chậm trễ thời gian. Massa cũng không thể ghi được điểm trong hai cuộc đua sau đó, phải bỏ cuộc tại Bản mẫu:F1 GP vì các vấn đề liên quan tới hệ thống điện, và về tận vị trí 14 ở Bahrain, vì một vấn đề của hệ thống KERS và cánh trước xe bị hư hỏng ngay từ vòng đầu tiên.
Tại Tây Ban Nha, Ferrari tới với một chiếc xe cải tiến với mục tiêu giải quyết những thiếu sót trong các cuộc đua trước đó. Với các thành phần khí động học mới, Massa đã cố gắng đạt vị trí xuất phát thứ 4. Anh đã cố gắng duy trì vị trí thứ 3 trong hầu hết cuộc đua trước khi một máy tính thông báo chiếc xe của anh có ít nhiên liệu hơn nó cần phải có, buộc anh phải tiết kiệm nhiên liệu trong 10 vòng còn lại, cho phép Vettel và Alonso vượt qua, sau cuộc đua anh mới biết rằng chiếc xe có đủ nhiên liệu và không cần phải chạy chậm lại để tiết kiệm. Chiếc xe cải tiến chứng minh khả năng của nó bằng cách lập fastest time đứng hạng 3 chỉ sau hai chiếc xe của Brawns và trước hai chiếc xe của Red Bull.
Monaco là một bước tiến khác trong tính năng của chiếc xe và Massa kết thúc cuộc đua ở vị trí thứ 4, với vòng đua nhanh nhất. Sau khi thi phân hạng đáng thất vọng với vị trí thứ 8, Massa đã có một cuộc đua không phạm sai lầm để lần đầu tiên trong mùa giải kết thúc chặng ở vị trí top 3 tại Bản mẫu:F1 GP ở trường đua Nürburgring. Sau khi thực hiện một sự khởi đầu tốt và leo lên vị trí thứ 4, anh đã dùng chiến dịch nhiên liệu khi bảo vệ vị trí khỏi các tay đua khác và chăm sóc cả những chiếc lốp xe của mình để cuối cùng về đích ở top 3.

##### Chấn thương
Ngày 25 tháng 7 năm 2009, trong vòng đua phân hạng thứ hai tại Bản mẫu:F1 GP, Massa bị một chiếc lò xo rơi ra từ chiếc Brawn của Rubens Barrichello đập vào mũ bảo hiểm ở đoạn có tốc độ cao của đường đua. Sau đó anh đâm thẳng xe vào bức tường lốp. Massa được máy bay đưa tới bệnh viện ÁEK tại Budapest, nơi anh được tiến hành phẫu thuật ở khu vực quanh mắt trái. Ban đầu điều kiện sức khoẻ của anh được miêu tả là "đe doạ đến tính mạng nhưng ổn định", nhưng có cải thiện nhanh chóng. Massa ra viện tuần sau đó và quay trở lại Brasil. Những cuộc thử nghiệm sau đó cho thấy Massa cần được thêm một mảnh titan vào xương sọ để tăng cường nó cho các cuộc đua. Nhà tư vấn của Ferrari đồng thời là tay đua bảy lần vô địch Michael Schumacher đã được yêu cầu thay thế Massa trong quá trình anh phục hồi, nhưng việc quay lại của Schumacher đã gặp trở ngại bởi một vụ tai nạn mô tô năm trước đó. Tay lái thử của Ferrari Luca Badoer trở thành người thay thế Massa tại Grands Prix Châu Âu và Bỉ. Sau hai cuộc đua mà Badoer không ghi được một điểm nào, ngày 3 tháng 9 năm 2009 Ferrari thông báo vị trí của Massa trong cả mùa giải còn lại sẽ do Giancarlo Fisichella người đã lái cho Force India cả mùa giải 2009 đảm nhiệm.

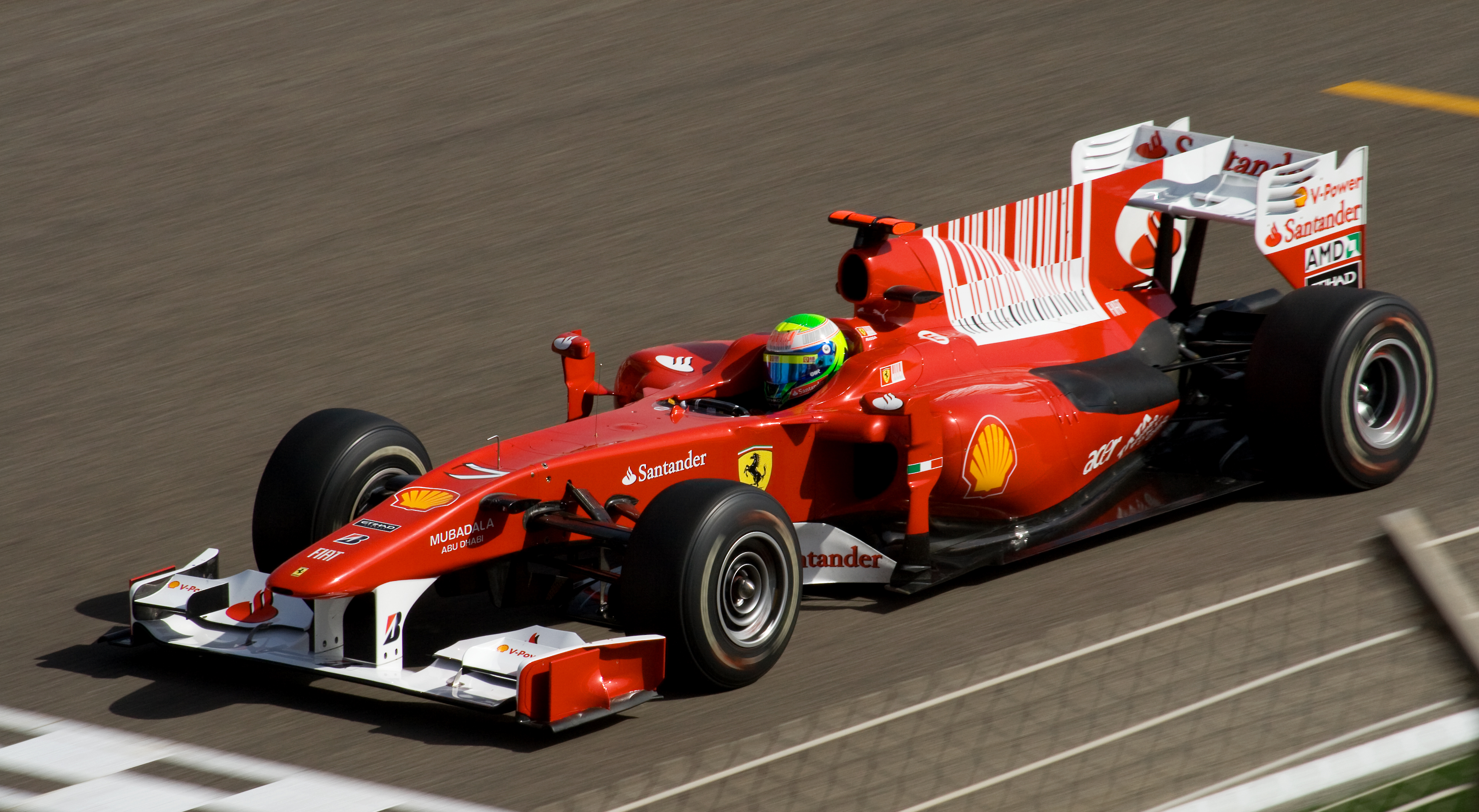
Massa lái cho Ferrari tại 2010 Bahrain Grand Prix.

Như một phần sự quay trở lại với đường đua Công thức 1 Massa đã thực hiện một loạt các cuộc thử nghiệm thần kinh, được đồng thực hiện bởi đại diện y khoa của FIA tại Paris ngày 10 tháng 10 năm 2009. Những cuộc thử nghiệm diễn ra thành công và Ferrari thông báo rằng Massa sẽ, từ ngày 12 tháng 10 năm 2009 lái một chiếc Công thức 1 đời 2007 để tiếp tục quen với đường đua. Anh là người vẫy lá cờ kẻ ô tại 2009 Brasilian Grand Prix.

#### 2010
Massa started the 2010 season with a second place finish in Bahrain, finishing sixteen seconds behind his team-mate Fernando Alonso.

## Thành tích đua xe

### Tóm tắt sự nghiệp
| Mùa giải | Series                             | Đội                       | Cuộc đua | Thắng | Pole | F/Laps | Podium | Điểm | Vị trí |
| -------- | ---------------------------------- | ------------------------- | -------- | ----- | ---- | ------ | ------ | ---- | ------ |
| 1998     | Formula Chevrolet Brasil           | ?                         | ?        | ?     | ?    | ?      | ?      | ?    | 5      |
| 1999     | Formula Chevrolet Brasil           | Team Mastercard           | 10       | 3     | ?    | ?      | ?      | ?    | 1st    |
| 2000     | Formula Renault 2000 Eurocup       | Cram Competition          | 9        | 3     | ?    | ?      | 4      | 140  | 1      |
| 2000     | Formula Renault 2000 Italia        | Cram Competition          | 8        | 4     | 4    | 3      | 5      | 147  | 1      |
| 2001     | Euro Formula 3000                  | Draco Junior Team         | 8        | 6     | 6    | 5      | 6      | 60   | 1      |
| 2001     | European Supertouring Championship | Team Nordauto             | 4        | 0     | 0    | 0      | 0      | 71   | 23     |
| 2001     | 24 Hours of Sicily                 | ?                         | 1        | 0     | 0    | 0      | 2      | N/A  | 2      |
| 2002     | Công thức 1                        | Sauber Petronas           | 16       | 0     | 0    | 0      | 0      | 4    | 13     |
| 2004     | Công thức 1                        | Sauber Petronas           | 18       | 0     | 0    | 0      | 0      | 12   | 12th   |
| 2005     | Công thức 1                        | Sauber Petronas           | 19       | 0     | 0    | 0      | 0      | 11   | 13     |
| 2006     | Công thức 1                        | Scuderia Ferrari Marlboro | 18       | 2     | 3    | 2      | 7      | 80   | 3      |
| 2007     | Công thức 1                        | Scuderia Ferrari Marlboro | 17       | 3     | 6    | 6      | 10     | 94   | 4      |
| 2008     | Công thức 1                        | Scuderia Ferrari Marlboro | 18       | 6     | 6    | 3      | 10     | 97   | 2      |
| 2009     | Công thức 1                        | Scuderia Ferrari Marlboro | 10       | 0     | 0    | 1      | 1      | 22   | 11     |
| 2010     | Công thức 1                        | Scuderia Ferrari Marlboro | 1        | 0     | 0    | 0      | 1      | 18*  | 2*     |

* Mùa giải đang diễn ra.

### Toàn bộ kết quả Euro Formula 3000
(key) (Các cuộc đua in đậm là vị trí pole) 
| Năm  | Đội               | 1     | 2     | 3     | 4     | 5       | 6     | 7     | 8     | DC | Điểm |
| ---- | ----------------- | ----- | ----- | ----- | ----- | ------- | ----- | ----- | ----- | -- | ---- |
| 2001 | Draco Junior Team | VLL 1 | PER 1 | MOZ 1 | DON 8 | ZOL Ret | IMO 1 | NÜR 1 | VAL 1 | 1  | 60   |

### Toàn bộ kết quả Công thức 1
(key) (Các cuộc đua in đậm chỉ vị trí pole) (Các cuộc đua in nghiêng chỉ fastest lap)
| Năm  | Đội                       | Khung gầm      | Động cơ              | 1       | 2       | 3       | 4      | 5      | 6       | 7       | 8       | 9       | 10      | 11      | 12     | 13      | 14      | 15      | 16      | 17      | 18     | 19    | WDC  | Điểm |
| ---- | ------------------------- | -------------- | -------------------- | ------- | ------- | ------- | ------ | ------ | ------- | ------- | ------- | ------- | ------- | ------- | ------ | ------- | ------- | ------- | ------- | ------- | ------ | ----- | ---- | ---- |
| 2002 | Sauber Petronas           | Sauber C21     | Petronas 02A 3.0 V10 | AUS Ret | MAL 6   | BRA Ret | SMR 8  | ESP 5  | AUT Ret | MON Ret | CAN 9   | EUR 6   | GBR 9   | FRA Ret | GER 7  | HUN 7   | BEL Ret | ITA Ret | USA     | JPN Ret |        |       | 13   | 4    |
| 2004 | Sauber Petronas           | Sauber C23     | Petronas 04A 3.0 V10 | AUS Ret | MAL 8   | BHR 12  | SMR 10 | ESP 9  | MON 5   | EUR 9   | CAN Ret | USA Ret | FRA 13  | GBR 9   | GER 13 | HUN Ret | BEL 4   | ITA 12  | CHN 8   | JPN 9   | BRA 8  |       | 12   | 12   |
| 2005 | Sauber Petronas           | Sauber C24     | Petronas 05A 3.0 V10 | AUS 10  | MAL 10  | BHR 7   | SMR 10 | ESP 11 | MON 9   | EUR 14  | CAN 4   | USA DNS | FRA Ret | GBR 10  | GER 8  | HUN 14  | TUR Ret | ITA 9   | BEL 10  | BRA 11  | JPN 10 | CHN 6 | 13th | 11   |
| 2006 | Scuderia Ferrari Marlboro | Ferrari 248 F1 | Ferrari 056 2.4 V8   | BHR 9   | MAL 5   | AUS Ret | SMR 4  | EUR 3  | ESP 4   | MON 9   | GBR 5   | CAN 5   | USA 2   | FRA 3   | GER 2  | HUN 7   | TUR 1   | ITA 9   | CHN Ret | JPN 2   | BRA 1  |       | 3    | 80   |
| 2007 | Scuderia Ferrari Marlboro | Ferrari F2007  | Ferrari 056 2.4 V8   | AUS 6   | MAL 5   | BHR 1   | ESP 1  | MON 3  | CAN DSQ | USA 3   | FRA 2   | GBR 5   | EUR 2   | HUN 13  | TUR 1  | ITA Ret | BEL 2   | JPN 6   | CHN 3   | BRA 2   |        |       | 4    | 94   |
| 2008 | Scuderia Ferrari Marlboro | Ferrari F2008  | Ferrari 056 2.4 V8   | AUS Ret | MAL Ret | BHR 1   | ESP 2  | TUR 1  | MON 3   | CAN 5   | FRA 1   | GBR 13  | GER 3   | HUN 17  | EUR 1  | BEL 1   | ITA 6   | SIN 13  | JPN 7   | CHN 2   | BRA 1  |       | 2    | 97   |
| 2009 | Scuderia Ferrari Marlboro | Ferrari F60    | Ferrari 056 2.4 V8   | AUS Ret | MAL 9   | CHN Ret | BHR 14 | ESP 6  | MON 4   | TUR 6   | GBR 4   | GER 3   | HUN DNS | EUR     | BEL    | ITA     | SIN     | JPN     | BRA     | ABU     |        |       | 11   | 22   |
| 2010 | Scuderia Ferrari Marlboro | Ferrari F10    | Ferrari 056 2.4 V8   | BHR 2   | AUS     | MAL     | CHN    | ESP    | MON     | TUR     | CAN     | EUR     | GBR     | GER     | HUN    | BEL     | ITA     | SIN     | JPN     | KOR     | BRA    | ABU   | 2*   | 18*  |

* Mùa giải đang diễn ra.

## Đời sống cá nhân
Felipe Massa cưới Anna Raffaela Bassi ngày 30 tháng 11 năm 2007, tại São Paulo, Brasil. Con trai đầu của họ, Felipinho (Felipe Bassi Massa), sinh ngày 30 tháng 11 năm 2009.
Massa là một người bạn của nhà sản xuất đồng hồ Thuỵ Sĩ Richard Mille, người đã tặng nhiều model đồng hồ của mình cho anh (RM-005FM, RM-011).
Nicolas Todt, con trai của cựu giám đốc đội đua Ferrari và là chủ tịch FIA hiện tại Jean Todt, là người quản lý của Massa.
Dù Massa ủng hộ đội bóng đá São Paulo FC, anh cũng là fan của đội bóng đá Thổ Nhĩ Kỳ Fenerbahçe trước kia từng có Zico là huấn luyện viên. Ngày 24 tháng 8 năm 2007, Massa nói: "Zico là thần tượng thời trẻ của tôi, Roberto Carlos là bạn thân nhất của tôi. Tôi là một fan của Fenerbahçe, bởi vì nó giống như một câu lạc bộ bóng đá Brasil. Tôi yêu Thổ Nhĩ Kỳ, bởi tôi đã giành chiến thắng đầu tiên tại Thổ Nhĩ Kỳ, nó có một giá trị đặc biệt với tôi."
Massa tổ chức một giải Kart racing từ thiện, Desafio Internacional das Estrelas (Cuộc thi Quốc tế của các Ngôi sao) hàng năm từ năm 2005. Đáng chú ý, nhiều tay lái hàng đầu của Brasil đã tham gia vào giải này, như các tay đua Công thức 1 Rubens Barrichello và Nelson Piquet, Jr., những tay lái tham gia vào các giải đua xe mở rộng của Mỹ như Tony Kanaan, Mario Moraes, Felipe Giaffone, Vitor Meira, Roberto Moreno, và Gil de Ferran, và Stock Car Brasil vô địch Cacá Bueno. Ngoài ra, tay đua mô tô người Brasil Alex Barros cũng tham gia. Michael Schumacher và Luca Badoer đã cùng tham gia với các tay đua Brasil năm 2007. Vitantonio Liuzzi và Jeff Gordon cũng đã tham gia.